# امره ساکچی
حسین امره ساکچی زادهٔ ۱۵ نوامبر ۱۹۹۷) یک شناگر شنای قورباغه است. ساکچی رکوردکوتاه مدت جهان در ۵۰ متر قورباغه (۲۴٫۹۵)، رکورد اروپا در ۱۰۰ متر قورباغه (۵۵٫۷۴) و رکوردهای دیگری را در اختیار دارد.
برای اولین بار در تاریخ ترکیه ساکچی در مسابقات دوره کوتاه قهرمانی اروپا ۲۰۱۹ در ۵۰ متر قورباغه با زمان ۲۵٫۸۲ ثانیه به مدال نقره رسید. متعاقباً، ساکچی در ۲۶ اکتبر ۲۰۲۰ در جریان مسابقات ISL (لیگ بین‌المللی شنا) ۲۰۲۰ رکورد اروپا را در ۵۰ متر قورباغه با زمان ۲۵٫۵۰ ثانیه شکست و به تنها شناگر ترکیه ای تبدیل کرد که رکورد اروپا را در هر حرکتی شکسته است.